# William Clark (baron Clark de Kempston)
Pour les articles homonymes, voir William Clark (homonymie).
William Gibson Haig Clark, baron Clark de Kempston, (18 octobre 1917 - 6 octobre 2004) est un homme politique conservateur britannique qui siège pendant 29 ans en tant que député dans trois circonscriptions. Il est ensuite membre de la Chambre des lords.

## Jeunesse
Clark fait ses études à Battersea Polytechnic, devenant diplômé en comptabilité en 1941. De 1941 à 1946, il sert pendant la Seconde Guerre mondiale en Grande-Bretagne et en Inde dans le Royal Army Ordnance Corps, obtenant le grade de major. Il se lance dans les affaires, en particulier en investissant dans la production de sucre de canne, avec des intérêts à Saint-Kitts et au Belize, et dans l'immobilier au Royaume-Uni. Il est également consultant pour Tate & Lyle.

## Carrière politique
En 1949, Clark est élu au Wandsworth Borough Council, siégeant jusqu'en 1953. Il échoue dans sa tentative de gagner un siège au London County Council et se présente sans succès aux élections générales de 1955 à Northampton.
Il est élu au Parlement pour Nottingham South en 1959, siégeant au banc avant de l'opposition de 1964 à 1966. Il perd son siège en 1966. Il est réélu au Parlement en tant que député de East Surrey en 1970, et de 1974 jusqu'à sa retraite en 1992, Croydon South. Geoffrey Howe lui succède au siège de East Surrey lorsqu'il est transféré du siège de Reigate. Dans les années 1970, il participe au rétablissement des finances du Parti conservateur. Il s'identifie à l'aile droite du parti et vote contre l'adhésion britannique au Marché commun en 1971. Il préside le comité des finances d'arrière-ban de 1979 à 1992, encourageant Margaret Thatcher à rechercher la stabilité financière et la libre entreprise et à défendre ses politiques à la télévision et à la radio. Il est fait chevalier en 1980 et en 1990, il est nommé conseiller privé.
Après sa retraite, Clark est fait pair à vie le 21 juillet 1992 en tant que baron Clark de Kempston, de Kempston dans le comté de Bedfordshire, et est un participant actif aux débats de la Chambre des lords.
Clark est marié à Irene Rands et a trois fils et une fille.